# 屈折語
屈折語（くっせつご、英: fusional language）は、言語学上における形態論上の分類のひとつ。文法的機能を表す形態素が、語の内部に分割できない形で埋め込まれる言語のことをいう。

## 概要
屈折語に分類される言語は、古代、中世のラテン語やギリシア語、及び現代のロシア語やドイツ語、セム語系のアラビア語などが挙げられ、ヨーロッパ言語の多くがこれに分類される。ただし、実際には屈折語の多くが膠着語・孤立語などの特徴を併せ持っていると考えられている。また現代のヨーロッパ言語においては、屈折語的特徴が失われ、孤立語的・膠着語的性格が強まってきており、特に英語において顕著である。
屈折語における語形変化は大きく次の二つに分類される
ディクレンション
名詞および形容詞の変化。「曲用」とも。格に応じた変化に代表されるので、「格変化」と訳されることが多い。
コンジュゲーション
主語の人称や数、文法的機能（時制、話法など）に合わせた動詞の変化。「活用」や「屈折」と訳される。
また語形変化には次の二つがある
弱変化
幹母音が変化せず、語尾のみを持つもの
強変化
幹母音が変化するもの

## 例
| 言語       | 「（彼女が）言う」                                                               |
| ---------- | -------------------------------------------------------------------------------- |
| 英語       | says: say（「言う」）-s（彼・彼女・それが）                                      |
| アラビア語 | taquul: ta（「彼女が」または「男性のあなたが」）-quul（言う：qaalaの未完了語幹） |

## 屈折性の減少
多くの屈折語では時代が下るとともに屈折的特徴が失われる。屈折の消失が進んでいる例として現代英語が挙げられる。英語ではインド・ヨーロッパ語族の特徴である動詞の屈折語尾はほとんど失われ、直説法能動態現在単数三人称に‐sがつくのみ、名詞では格の区別が語の上から失われ、所有を表す 's を伴う形の二つに収斂している。このような語形変化の消失には大きく二つの原因が挙げられる。
ひとつは他言語との接触による簡略化である。他言語話者との接触が進み、他言語話者が多くその言語を使うようになると、一般に複雑な変化が失われる傾向にある。英語の場合はヴァイキングの侵略による北欧語との接触とノルマン・コンクエストによるノルマン・フランス語との接触が消失を促進したといえる。別の原因は音韻の変化による語形の消失である。母音の融合や子音の脱落などにより、もとあった差異が失われ語形が減少する。
このような屈折性の減少を補うため、多くの言語では、接置詞等により格を表現したり、語順を固定したり、補助動詞を使うことにより文法的機能を表す分析的要素が持ち込まれている。